# 謝爾蓋·米林科維奇-薩維奇
謝爾蓋·米林科維奇-薩維奇（發音：[serɡêj milǐːŋkoʋitɕ sǎːʋitɕ]；1995年2月27日—），塞爾維亞足球運動員，場上司职中場，現在效力於沙特职业足球联赛球隊希拉爾。
沙域曾带领塞尔维亚青年队分别在2013年和2015年夺得U19欧青赛冠军和U20世界杯冠军。
他的父亲尼科拉曾经是一名职业足球运动员，母亲米兰纳曾是篮球运动员，而他的兄弟萬賈·米林科維奇-薩維奇是都灵的门将。
沙域一直都被认为是名惊人的天才球员。前切尔西球员凯日曼在伏伊伏丁那俱乐部青年队观看了他仅仅10分钟的训练后，就决定签下他成为他的经纪人。

## 榮譽
伏伊伏丁那
- 塞爾維亞杯冠軍 : 2013-14

拉素
- 意大利盃冠軍 : 2018–19
- 意大利超級盃冠軍 : 2017、2019

 希拉爾
- 沙特超級盃冠軍：2023[2]
- 沙烏地職業足球聯賽冠軍：2023–24

## 外部連結
- Lazio official profile （页面存档备份，存于）
- Player profile at Serbia National Team page （页面存档备份，存于）